# 麻栗坡青皮木
麻栗坡青皮木（学名：Schoepfia jasminodora var. malipoensis）为铁青树科青皮木属下的一个变种。

## 扩展阅读
- 維基物種上的相關：麻栗坡青皮木